# Graniglia
La graniglia è una sostanza solida composta da piccoli frammenti di varie tipologia di materiale. La graniglia è principalmente utilizzata nel campo siderurgico, questa viene inserita meccanicamente all'interno delle granigliatrici, che grazie all'azione delle turbine (componente fondamentale delle granigliatrici), proiettano la graniglia a forte velocità sull'oggetto da lavorare o da pulire.
Le graniglie si dividono in due tipologie madre:
- Graniglia in acciaio ad alto contenuto di carbonio
- Graniglia in acciaio inossidabile

Vi sono poi le sottocategorie che si divido per forma e dimensione:
- Sferica (frammenti di metallo di forma sferica)
- Cilindretto (frammenti di metallo di forma cilindrica)
- Angolosa (frammenti di metallo con una forma imprecisa)

Ogni categoria di graniglia ha la sua funzione, infatti prima di scegliere quale graniglia utilizzare è molto importante sapere con precisione quale tipo di lavoro devo essere svolto, onde a evita di danneggiare irreparabilmente il pezzo.